# AJ Lee
April Jeanette Brooks (* 19. März 1987 in Union City, New Jersey als April Jeanette Mendez) ist eine US-amerikanische Autorin und ehemalige Wrestlerin, die bis April 2015 bei der WWE unter Vertrag stand. Ihre bisher größten Erfolge sind der dreifache Erhalt der WWE Divas Championship sowie die mit 295 Tagen bisher zweitlängste Regentschaft für diesen Titel nach Nikki Bella.

## Biografie

### Kindheit und Jugend
April Jeanette Mendez wuchs als Tochter eines Fahrzeugbauers und einer Hausfrau als jüngstes von drei Kindern auf. Die Familie hat ihre Wurzeln in Puerto Rico. Mendez erzählte aus ihrer Kindheit, dass ihre Familie mit Armut, psychischen Erkrankungen und Drogenabhängigkeit zu kämpfen habe. Sie zogen häufig zwischen Wohnungen um und lebten manchmal in Motels oder in ihrem Auto, wenn sie sich keine Miete leisten konnten.
Durch ihren Bruder kam Brooks zum ersten Mal mit Wrestling in Berührung und war seitdem Anhängerin dieser Unterhaltungssportart. Nach ihrem Abitur arbeitete sie als Hausmeisterin in einer Kindertagesstätte, als Kassiererin und als Sekretärin, um Geld für eine Ausbildung zur professionellen Wrestlerin zu bekommen. Einen Teil des Geldes gab sie ihrer Familie, da diese finanzielle Schwierigkeiten hatte. Wegen Geldmangel beendete Brooks schließlich ihr Studium nach sechs Monaten an der Tisch School of the Arts an der New York University ohne Abschluss.

### Anfänge im Wrestling
Nachdem sie die Universität verlassen hatte, schrieb sie sich an einer Wrestling-Schule ein. Am 10. Oktober 2008 debütierte Brooks unter dem Ringnamen „Miss April“ bei der Wrestling-Promotion Women Superstars Uncensored (WSU) und verlor ihr erstes Match gegen Soul Sister Jana. Im Februar 2009 durfte sie gemeinsam mit Brooke Carter die Beatdown Betties besiegen und erhielt so die WSU Tag Team Championship.

### World Wrestling Entertainment

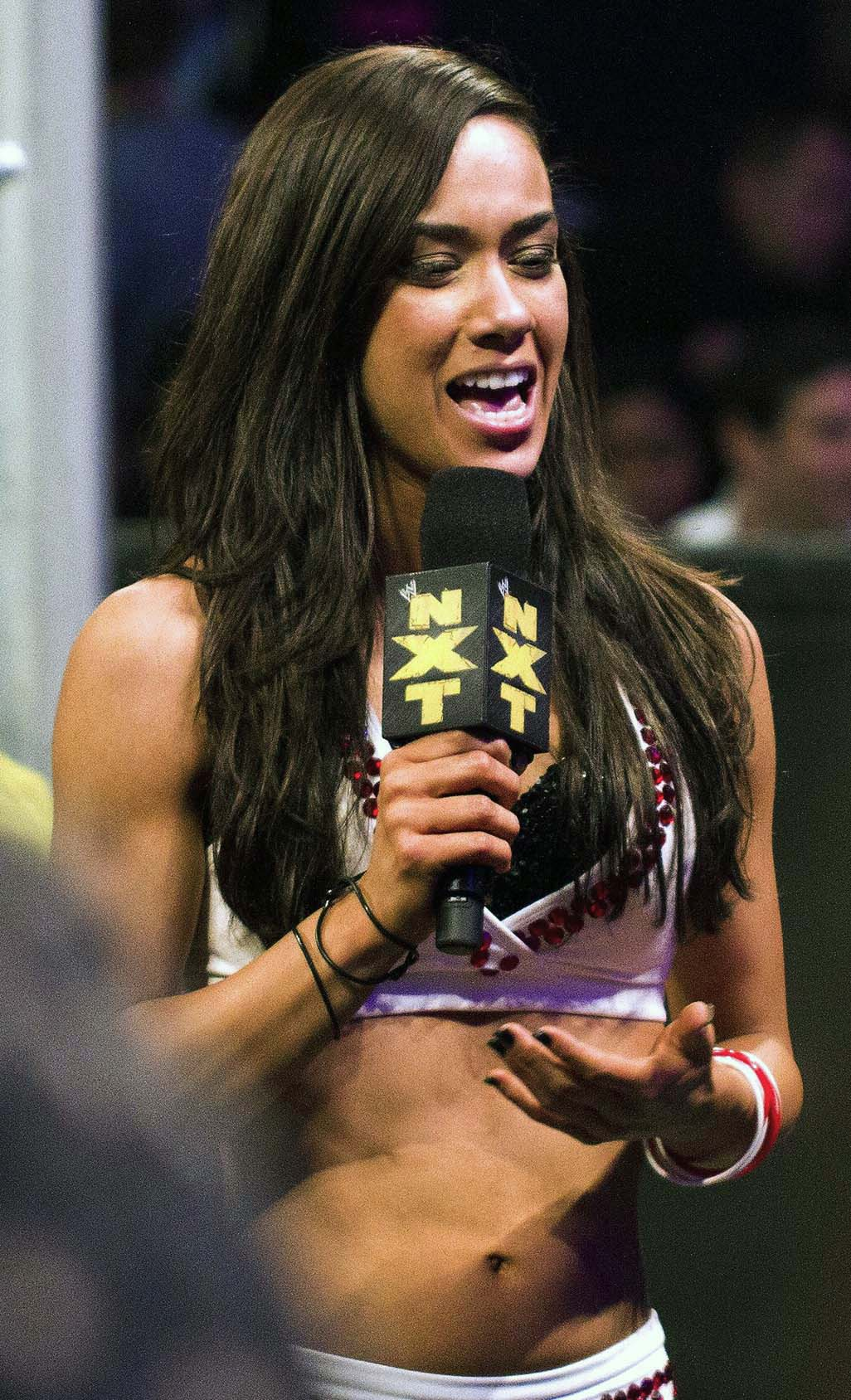
AJ Lee nach ihrer Elimination bei der dritten Staffel von NXT

Am 5. Mai 2009 konnte Brooks einen Vertrag mit WWE unterzeichnen. Das erste Match für deren Trainingsliga FCW bestritt sie am 14. August 2009 unter dem Namen „April Lee“. Im September 2009 wurde ihr Ringname in „AJ Lee“ geändert. Sie bestritt dort ein Programm um den Titel der Queen of FCW und besiegte am 4. Februar 2010 Serena, um diesen zu erhalten. Am 31. August 2010 wurde bekannt gegeben, dass sie unter dem Namen „AJ“ an der dritten Staffel der Serie WWE NXT teilnehmen würde. Dort wurden Nachwuchstalente dem breiteren Publikum vorgestellt, um sie für den Wechsel in den Hauptkader vorzubereiten. Sie bekam dabei Primo als Mentor zur Seite gestellt. Sie beendete die Staffel im November 2010 mit dem dritten Platz. Anschließend trat Brooks zunächst wieder bei FCW auf und gewann dabei die FCW Divas Championship. Ebenfalls war sie kurzzeitig in den folgenden Staffeln von NXT zu sehen.
Im Mai 2011 debütierte sie an der Seite von Kaitlyn bei der Show SmackDown im Hauptkader und bildete mit ihr das Team der Chickbusters. Bis zum August des Jahres stand ihnen Natalya als Mentorin zur Seite.
Im November 2011 begann Brooks eine Storyline mit Daniel Bryan, die nach Bryans Gewinn der World Heavyweight Championship in eine Beziehung mündete. Nachdem Bryan den Titel verloren hatte, wurde von ihm die Beziehung beendet, da er Brooks für seinen Titelverlust bei WrestleMania XXVIII verantwortlich machte. Im Zuge dessen nahm sie den Charakter einer psychisch angeschlagenen Frau an und fehdete im Anschluss gegen Bryan. Sie wandte sich dabei aber auch seinen neuen Fehdengegnern, wie dem WWE Champion CM Punk und Kane zu, indem sie in Matches eingriff bzw. selbst als Ringrichterin agierte, ehe sie sich im Juli 2012 versöhnten. Bei der 1000. Ausgabe der Show WWE Raw wurde Brooks, während ihrer vor den Kameras inszenierten Hochzeit mit Daniel Bryan, von Mr. McMahon zur neuen General Managerin (Verantwortliche für die Show) von RAW ernannt. Diesen Posten behielt sie bis zu ihrem Rücktritt am 22. Oktober 2012. Bei der Großveranstaltung WWE TLC: Tables, Ladders & Chairs 2012 agierte Brooks gegen Cena in dessen Match gegen Dolph Ziggler. Seit dem Abend darauf bildete AJ Lee mit Dolph Ziggler und Big E kurzfristig eine Gruppierung, die jedoch wieder aufgelöst wurde.

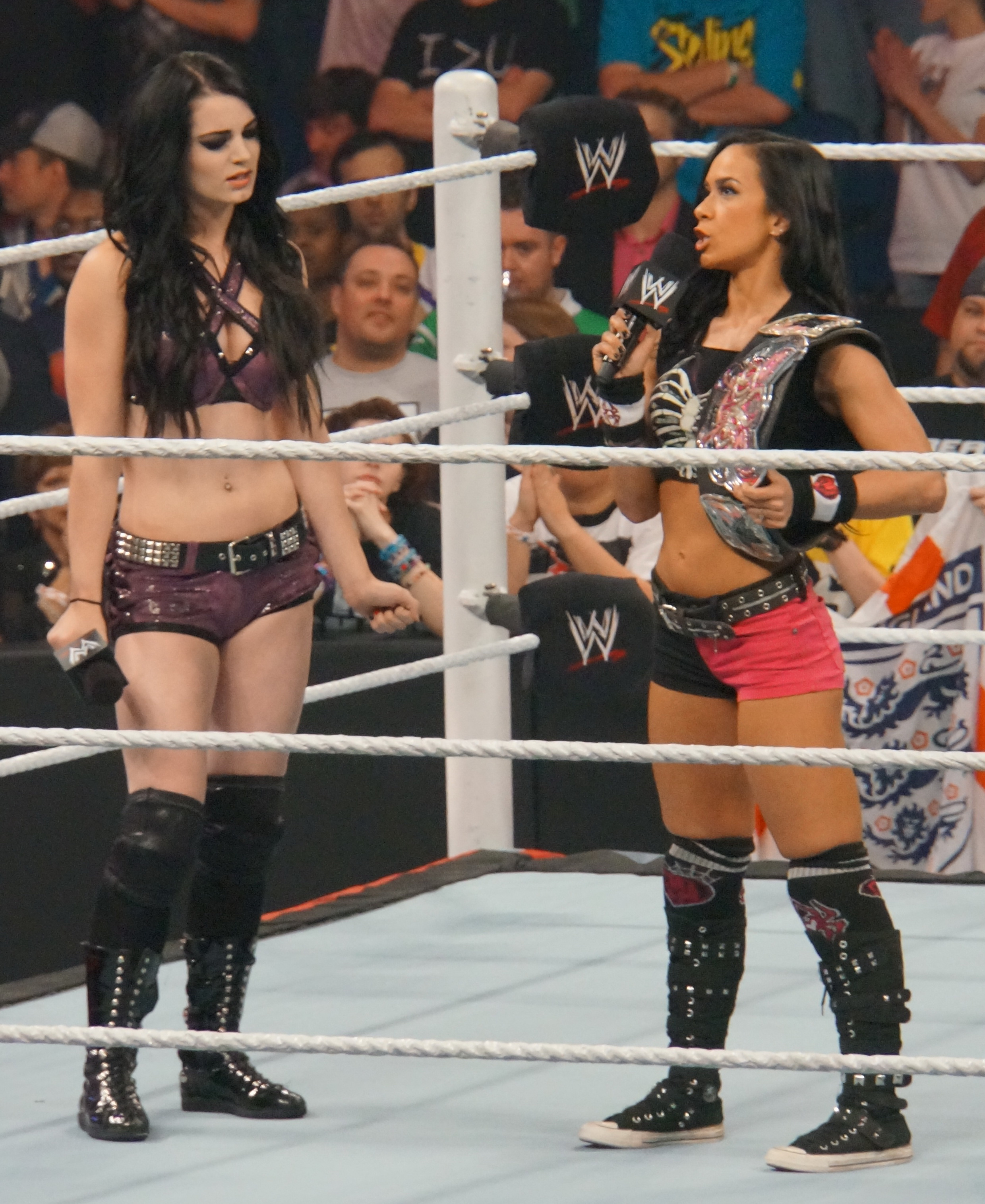
AJ Lee fordert Paige bei einer Raw im April 2014 heraus

Bei der Veranstaltung Payback am 16. Juni 2013 erhielt Brooks gegen Kaitlyn den WWE Divas Championtitel. Daraufhin stand Tamina Snuka lange Zeit an ihrer Seite, ehe diese sich verletzte und operiert werden musste. Brooks’ Regentschaft, die mit 295 Tagen bis dahin längste in der Geschichte des Titels, endete am 7. April 2014 durch eine Niederlage bei RAW gegen Paige. Am 30. Juni 2014 kehrte Brooks zu RAW zurück und konnte erneut die Divas Championship von Paige gewinnen. Beim Summerslam am 17. August 2014 verlor sie ihren Titel wieder an Paige, konnte ihn allerdings am 21. September 2014 bei Night of Champions zurückerobern. Bei der Survivor Series am 23. November 2014 verlor sie den Titel an Nikki Bella.
Die Gründe für ihren Rücktritt im Jahr 2015 erläuterte sie in ihrer Biografie. Zum einen seien ihre Halswirbel durch das Wrestling in Mitleidenschaft gezogen worden, zum anderen habe sie sich bei dem kontroversen Abgang ihres Mannes von der WWE zwischen den Stühlen gefühlt.

### Nach dem Wrestling
Nach dem Wrestling schrieb sie ihre Biografie Crazy Is My Superpower: How I Triumphed by Breaking Bones, Breaking Hearts, and Breaking the Rules, die am 4. April 2017 bei Crown Archetype erschien und ein New York Times Bestseller wurde. In dem Buch schrieb sie auch offen über Depressionen und das Phänomen der Bipolaren Störung, die in ihrer Familie vererbt wurden und unter denen sie ebenfalls leidet. Der Erfolg spornte sie an, ein weiteres Buch in Angriff zu nehmen, das Anekdoten und Geschehnisse enthalten soll, die sie beim ersten Buch herausgelassen hatte. Das erste Buch soll außerdem als Fernsehserie umgesetzt werden.
In dem von Dwayne Johnson produzierten Biopic Fighting with My Family von Stephen Merchant über das Leben von Paiges Eltern wird sie von der NXT-Wrestlerin Thea Trinidad dargestellt.
Als Schauspielerin stand sie für ein Remake des David-Cronenberg-Klassikers Rabid – Der brüllende Tod vor der Kamera.

### Privatleben
AJ Lee ist seit dem 13. Juni 2014 mit dem WWE-Wrestler CM Punk verheiratet. Sie teilen ihre Zeit zwischen Häusern in Chicago (Illinois) und Milwaukee (Wisconsin) auf. AJ Lee sieht sich selbst als Tomboy mit einer Vorliebe für Comics, Animes und Videospiele. Sie hat das numerische Datum ihres ersten Sieges bei der WWE-Divas-Meisterschaft in Strichmännchen auf ihrem Nacken tätowiert.
AJ Lee engagiert sich in der American Society for the Prevention of Cruelty to Animals (ASPCA) und der National Alliance on Mental Illness (NAMI).

## Bibliografie
- AJ Mendez Brooks: Crazy Is My Superpower: How I Triumphed by Breaking Bones, Breaking Hearts, and Breaking the Rules. Crown Archetype 2017. ISBN 978-0-451-49666-9.

## Filmografie
- 2014: Scooby-Doo und das WrestleMania-Rätsel (Scooby-Doo! WrestleMania Mystery)
- 2015: Madden: The Movie (Kurzfilm)
- 2016: The Evolution of Punk (Dokumentar-Miniserie)
- 2019: Rabid
- 2023: Heels (Fernsehserie, Staffel 2)
- 2024:  Sacramento

## Videospielauftritte
Mendez war eine von sechzehn Teilnehmern, welche bei einem Videospielturnier im Rahmen von WrestleMania XXVIII Axxess mitmachten. Gespielt wurde WWE '12. Im Finale gewann Mendez gegen Mark Henry und war damit die erste Frau, die dieses jährlich stattfindende Turnier gewann. Dafür erhielt sie einen Eintrag in der Gamer’s Edition des Guinness-Buch der Rekorde.
- 2012: WWE ’13 (als DLC)[17]
- 2013: WWE 2k14
- 2014: WWE 2k15
- 2014: WWE SuperCard

## Titel und Auszeichnungen

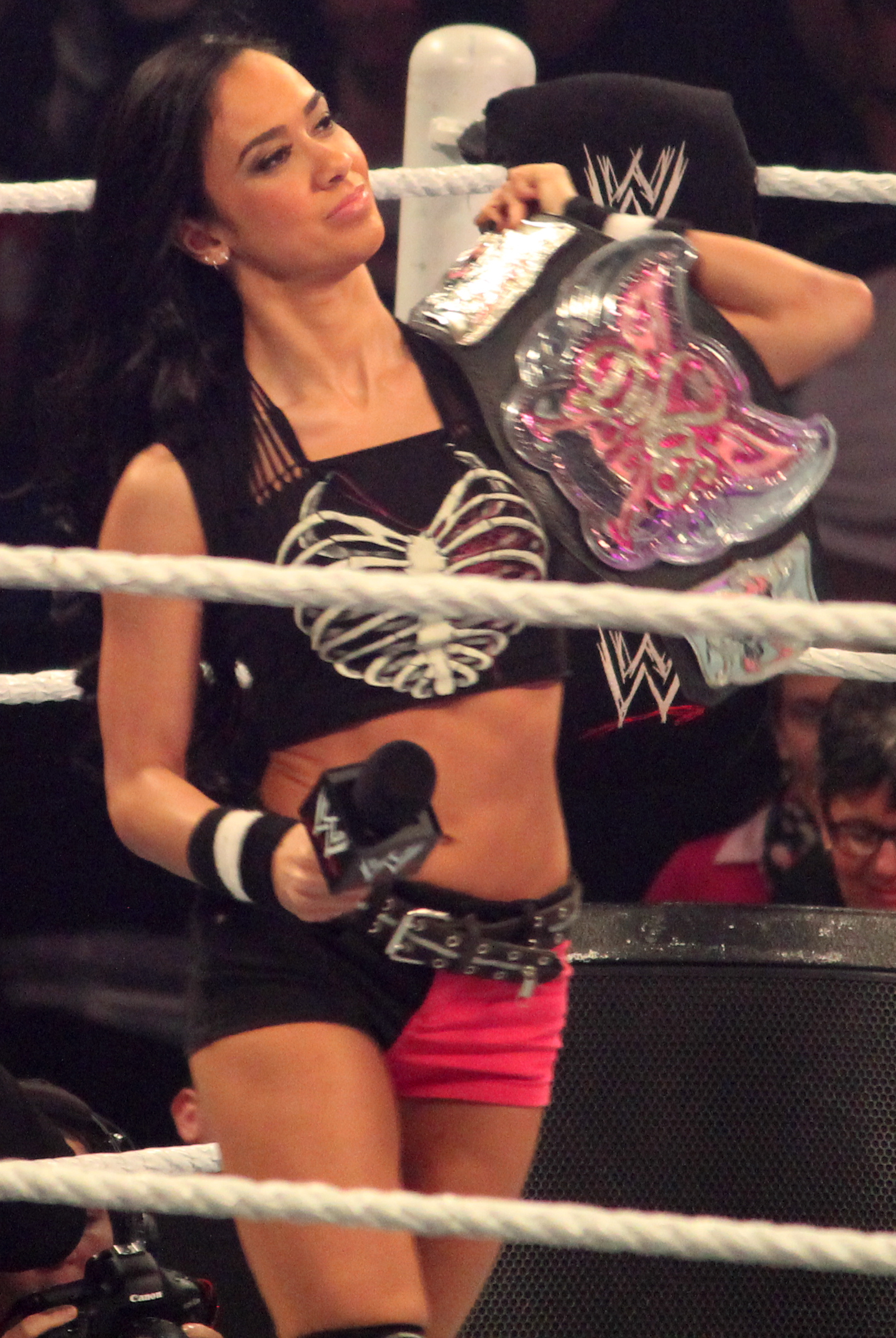
AJ Lee als WWE Divas Champion 2014

### Titel
- Florida Championship Wrestling
  - 1× FCW Divas Champion
  - 1× Queen of FCW

- Women Superstars Uncensored
  - 1× WSU Tag Team Champion (1×) – mit Brooke Carter

- World Wrestling Entertainment
  - 3× WWE Divas Champion

### Auszeichnungen
- Women Superstars Uncensored
  - 2009: WSU/NWS King and Queen of the Ring mit Jay Lethal